# 王弘毅
王弘毅（1999年3月24日—），畢業於浙江工業大學，中國影視男演員。2021年，主演都市愛情劇《月光變奏曲》，從而進入演藝圈。
粉絲名：小外套（外:why，套:桃心），應援色：红#FF0000，應援口號：奔赴弘途星海，與你毅路相擁。

## 演藝經歷
2020年10月10日，與虞書欣、丁禹兮共同出演的都市職場愛情劇《月光變奏曲》開機，在劇中飾演街角書店的店長小白。
2021年4月18日，與楊洋、趙露思共同出演的古裝言情劇《且試天下》開機，在劇中飾演白風夕撿回天霜門的師弟修久容。
2021年5月20日，共同出演的都市職場愛情劇《月光變奏曲》在愛奇藝播出。
2022年3月24日，由楊紫、張晚意、鄧為、檀健次、代露娃共同出演的古裝仙俠劇《長相思》開機，在劇中飾演豪爽大度，心胸寬闊的赤水氏族長赤水豐隆。
2022年4月18日，共同出演的古裝言情劇《且試天下》在騰訊視頻播出。
2023年2月14日，與黃羿、柯穎領銜主演的古裝愛情劇《與卿書》在芒果TV獨播，飾演姚州都督經綸。
2023年7月24日，共同主演的古裝仙俠劇《長相思》在騰訊視頻獨播；同年，與周一圍、高偉光聯合主演古裝武俠劇《金庸武俠世界》，飾演聰明俊美、嚮往權勢的楊康。
2023年7月28日，與唐嫣、劉學義共同主演的古裝仙俠劇《念無雙》開機，在劇中飾演狐族長老棠華。

## 影視作品

### 电视剧/网络剧
| 首播年份 | 劇名             | 角色         | 備註   |
| -------- | ---------------- | ------------ | ------ |
| 2021年   | 月光變奏曲       | 小白         |        |
| 2022年   | 且試天下         | 修久容       | 网络剧 |
| 2023年   | 與卿書           | 左經綸       | 网络剧 |
| 2023年   | 長相思           | 赤水豐隆     | 网络剧 |
| 2024年   | 金庸武俠世界     | 楊康         | 网络剧 |
| 2024年   | 長相思 (第二季)  | 赤水豐隆     | 网络剧 |
| 2024年   | 七夜雪           | 妙風（雅弥） | 网络剧 |
| 2025年   | 滤镜             | 全胜唐       | 网络剧 |
| 2025年   | 念無雙           | 棠華         | 网络剧 |
| 2025年   | 榜上佳婿         | 宋青沼       |        |
| 待播     | 莫染             | 劉普成       | 网络剧 |
| 待播     | 狐妖小红娘王权篇 | 清澄         | 网络剧 |
| 待播     | 三线谜回         | 宗杭         | 网络剧 |
| 待播     | 月明千里         | 羅嘉         | 网络剧 |

## 外部連結
- 王弘毅的新浪微博 （页面存档备份，存于）
- 王弘毅官方資訊微博
- 王弘毅的抖音 （页面存档备份，存于）
- 王弘毅在互联网电影资料库（IMDb）上的資料（英文）
- 王弘毅在豆瓣上的资料（简体中文）